# Aartsbisdom Kisangani

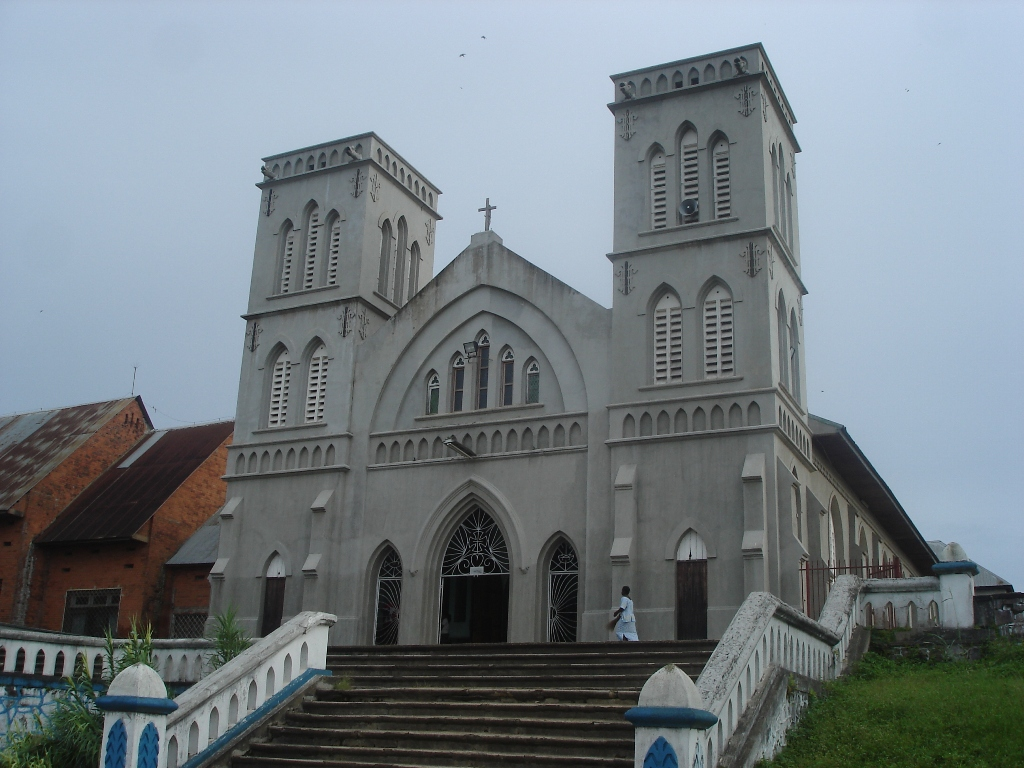
Cathédrale Notre Dame du Très Saint Rosaire in Kisangani

Het aartsbisdom Kisangani (Latijn: Archidioecesis Kisanganiensis) is een rooms-katholiek aartsdiocees in de Democratische Republiek Kongo, met zetel in Kisangani.

## Geschiedenis
In 1897 kreeg de congregatie van de Priesters van het Heilig Hart door de Congregatio de Propaganda Fide in Rome een missiegebied toegewezen rond Stanley Falls. Pater Emile Gabriel Grison S.C.I. stichtte er datzelfde jaar de eerste missiepost, Sint Gabriël. Op 3 augustus 1904 werd het missiegebied rond Stanley Falls door paus Pius X als apostolische prefectuur erkend en op 10 maart 1908 tot apostolisch vicariaat verheven. Pater Grison werd als verantwoordelijke achtereenvolgens Apostolisch Prefect en Apostolisch Vicaris. In 1908 werd hij tot bisschop gewijd.
Op 9 april 1934 stond het apostolisch vicariaat Stanley Falls een deel van zijn territorium af voor de oprichting van het afzonderlijke missiegebied Mission sui juris Beni nel Congo Belga, het latere apostolische vicariaat en bisdom Butembe-Beni. Dankzij nieuwe gebiedsafstand kon op 10 maart 1949 het apostolisch vicariaat Wamba worden opgericht. Het apostolisch vicariaat Stanley Falls werd bij die gelegenheid omgedoopt tot apostolisch vicariaat Stanleyville. Op 14 juni 1951 en 10 november 1959 stond het apostolisch vicariaat Stanleyville nogmaals territorium af, voor de oprichting respectievelijk van de apostolische prefectuur Isangi en het apostolisch vicariaat Kindu.
Op 10 november 1959 werd het apostolisch vicariaat Stanleyville door paus Johannes XXIII tot aartsbisdom verheven (Apostolische Constitutie Cum parvulum). Op 30 mei 1966 werd het aartsbisdom Stanleyville omgedoopt tot aartsbisdom Kisangani.

## Leiding
- Bisschop Emile Gabriel Grison, S.C.I. (3 augustus 1904 - 28 maart 1933)
- Bisschop Camille Verfaillie, S.C.I. (1 februari 1934 - 1958)
- Aartsbisschop Nicolas Kinsch, S.C.I. (7 mei 1958 - 10 november 1959)
- Aartsbisschop Augustin Fataki Alueke (26 september 1967 - 1 september 1988)
- Aartsbisschop Laurent Monsengwo Pasinya (1 september 1988 - 6 december 2007), later aartsbisschop van Kinshasa en kardinaal
- Aartsbisschop Marcel Utembi Tapa (sinds 28 november 2008)

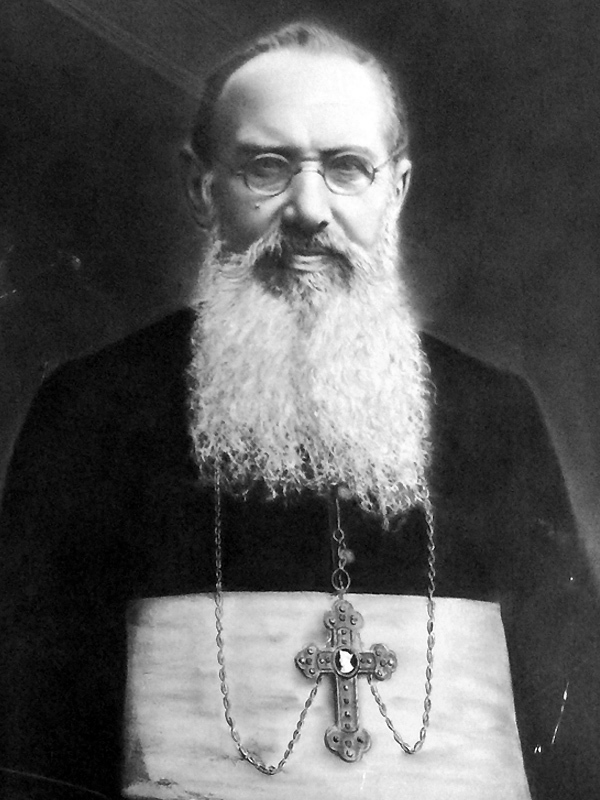
Emile Gabriel Grison
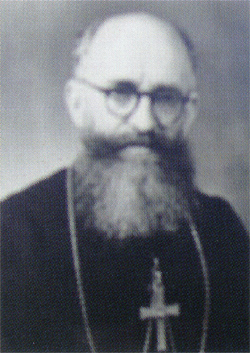
Camille Verfaillie
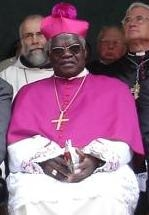
Laurent Monsengwo Pasinya
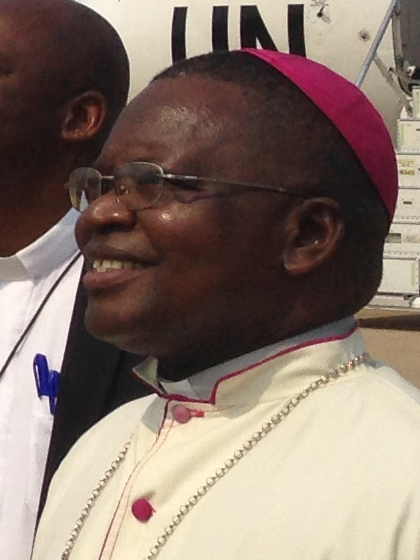
Marcel Utembi Tapa

## Suffragane bisdommen
- Bisdom Bondo
- Bisdom Bunia
- Bisdom Buta
- Bisdom Doruma–Dungu
- Bisdom Isangi
- Bisdom Isiro–Niangara
- Bisdom Mahagi–Nioka
- Bisdom Wamba